# Hyalonema tenue
Hyalonema tenue är en svampdjursart som beskrevs av Schulze. Hyalonema tenue ingår i släktet Hyalonema och familjen Hyalonematidae. Inga underarter finns listade i Catalogue of Life.